# Dapanoptera meijereana
Dapanoptera meijereana là một loài ruồi trong họ Limoniidae. Chúng phân bố ở miền Australasia.